# 후쿠도메 료
후쿠도메 료(일본어: 福留 亮, 1978년 6월 26일 ~ )는 일본의 전 축구 선수이다.

## 구단 경력
과거 교토 퍼플 상가, 사간 도스에서 활동하였다.